# Vaccinium caespitosum
Vaccinium cespitosum là một loài thực vật có hoa trong họ Thạch nam. Loài này được Michx. miêu tả khoa học đầu tiên năm 1803.

## Hình ảnh

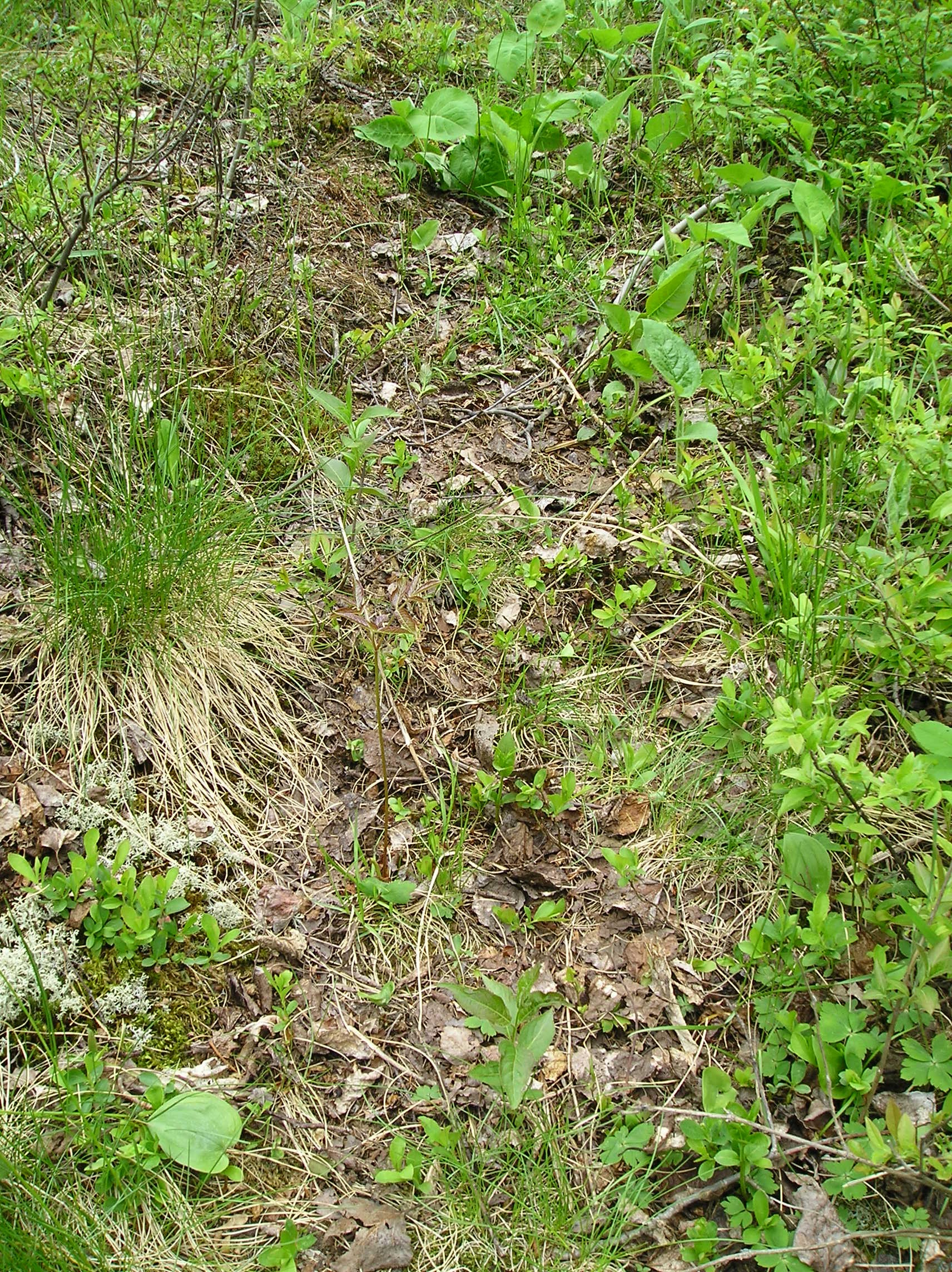
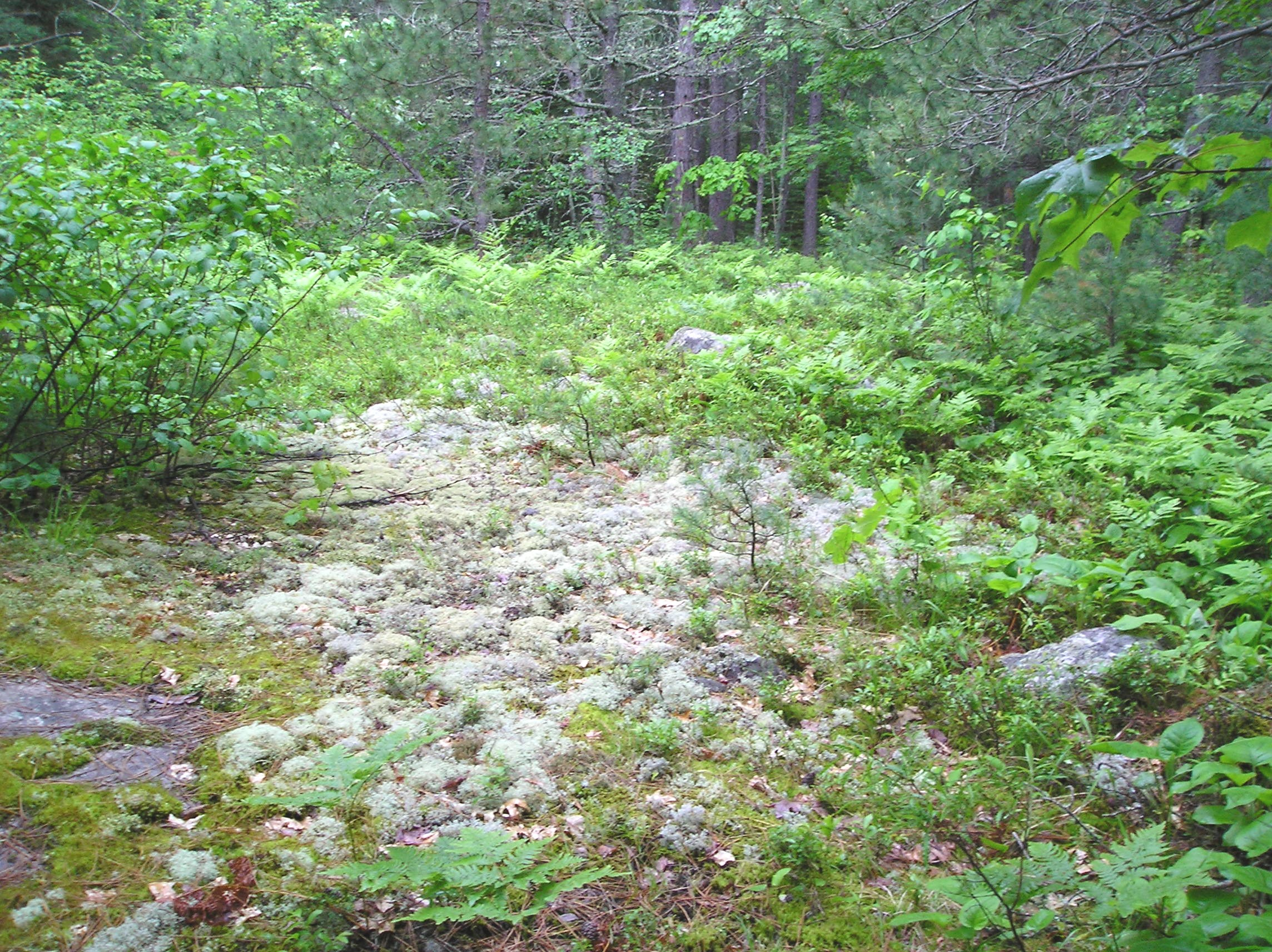
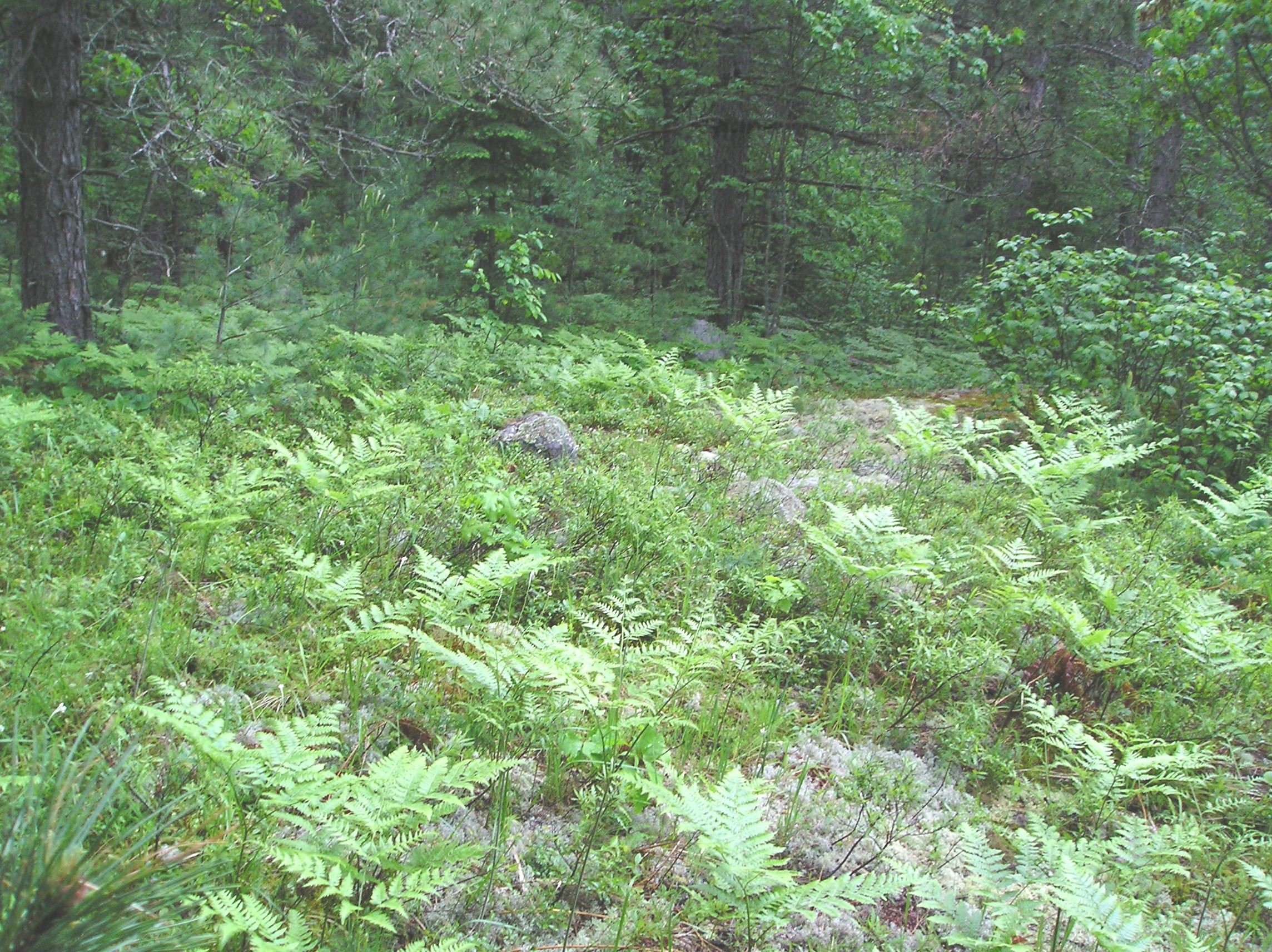
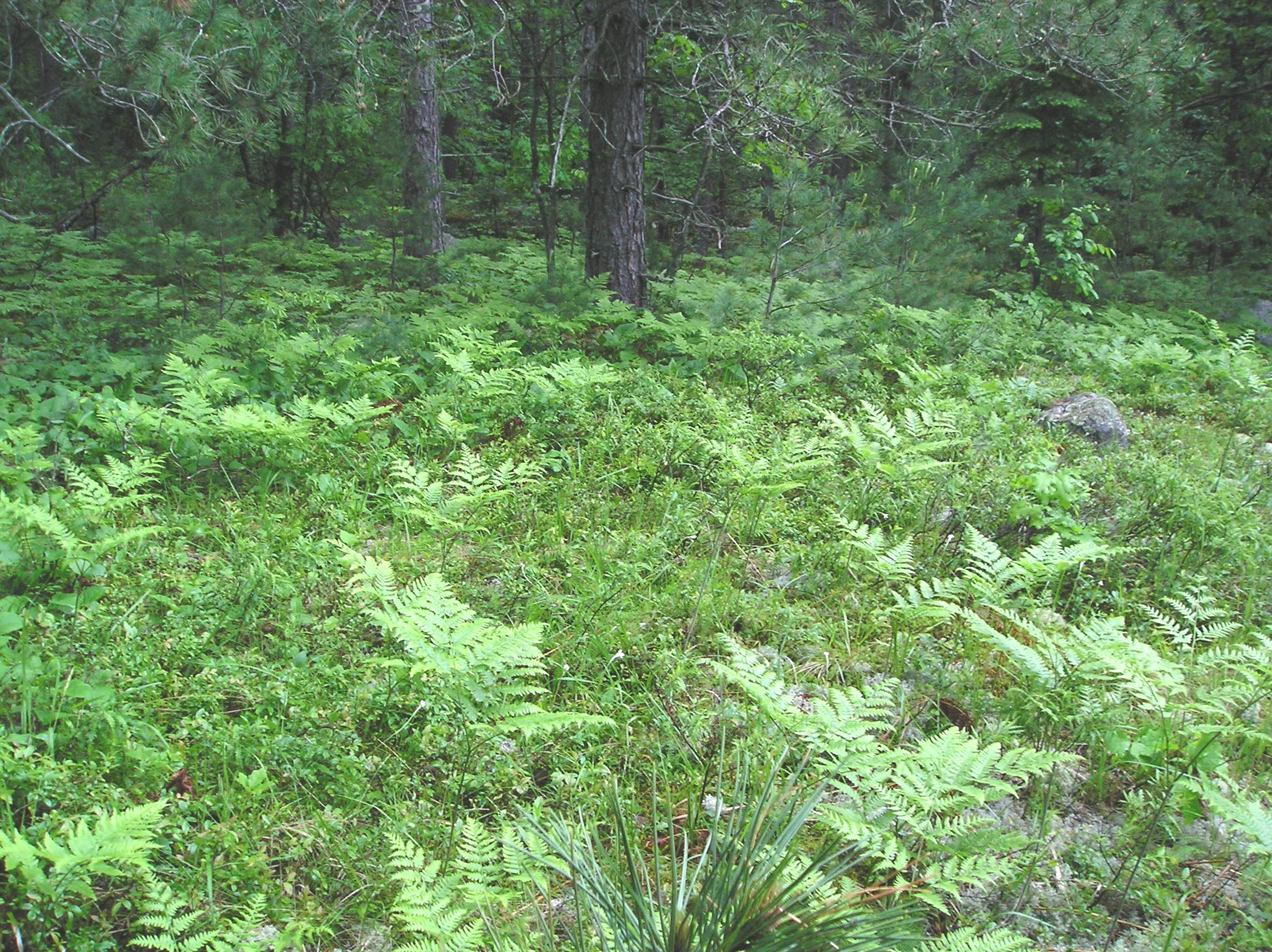